# 村瀬藤城
村瀬藤城（むらせ とうじょう、寛政3年（1791年） - 嘉永6年9月3日（1853年10月5日））は、江戸時代後期、美濃国出身の儒者・漢詩人。名は褧、字は士錦。通称は平次郎。頼山陽門下の高弟で、郷里では私塾「梅花村舎」を開いて後進の育成に力を注ぎ、笑社（のちに真社と改名）の社中であった江馬細香や梁川星巌らと詩社「白鴎社」を結成した。次弟の立斎は尾張藩侍医（藩医）、末弟の秋水は頼山陽から詩文を学んだ文人画家として知られる。眷属に異色の文人・村瀬太乙がいる。

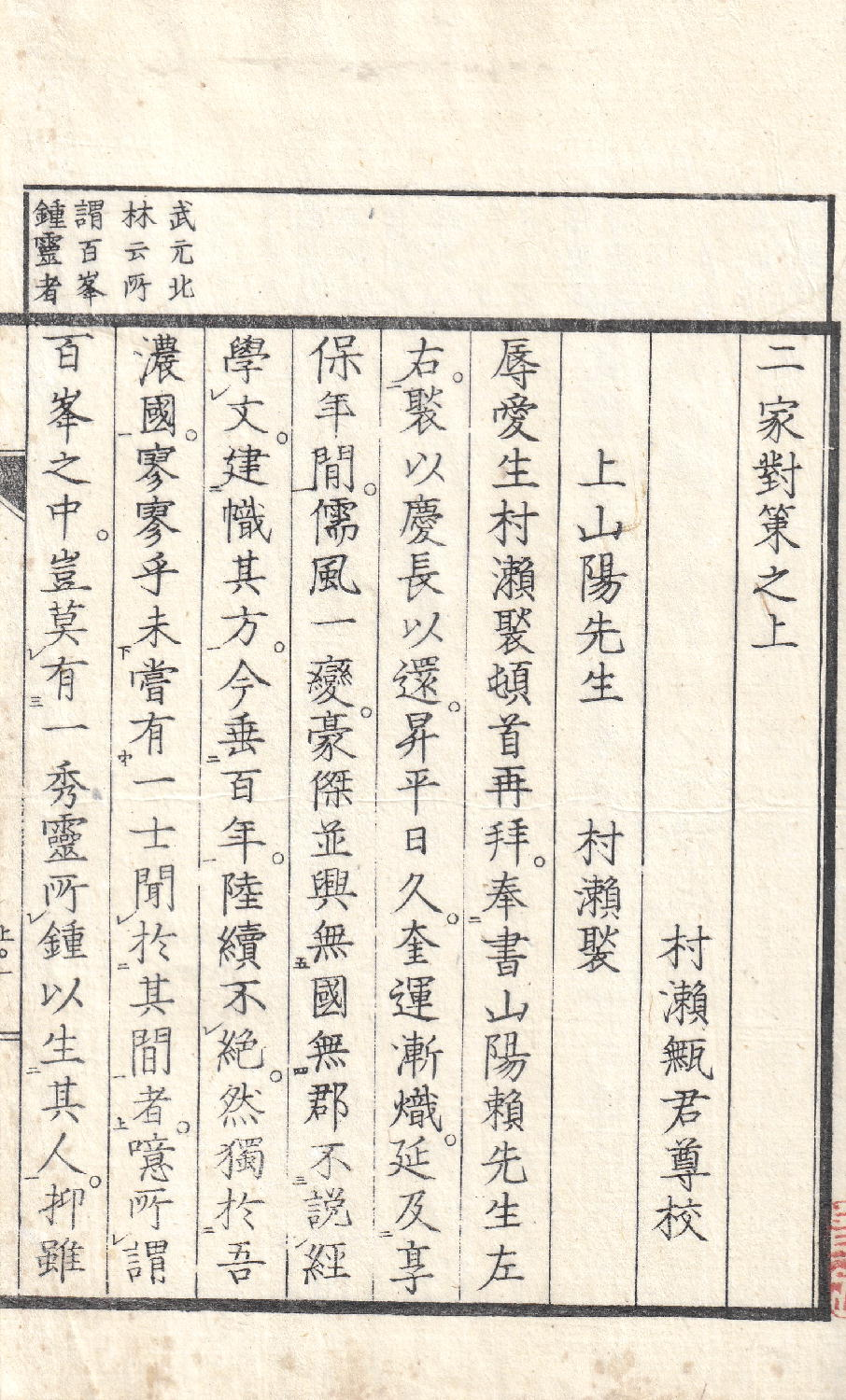
『二家対策』（嘉永5年（1852年）序刊）

## 略歴
寛政3年（1791年）、美濃国武儀郡上有知村（現在の岐阜県美濃市）の庄屋村瀬敬忠の長男として生まれる。
文化8年（1811年）2月、浪華へ遊学し、篠崎三島の梅花塾を訪れて、詩社「混沌社」に参加した。同年4月、上京して混沌社を訪れた頼山陽と邂逅して意気投合し、山陽の門人となる。『山陽藤城二家対策』は、この頃の師弟による学問的論策の結晶である。
文化10年（1813年）8月に上京。師の頼山陽に「観鳥鬼捕魚記」の一文を送って東遊を促した。同年10月、山陽が美濃へ遊歴し、善応寺に禅智和尚を訪ねた記事が『村瀬藤城日記』に記されている。
文政元年（1818年）、梁川星巖や江馬細香らと詩社「白鷗社」を結成。
文政2年（1819年）、藤城山麓一帯の地を購って一大梅林を造成し、その中に一草屋を建て、「梅花村舎」と名づける。12月に妻もとが亡くなり、「悼亡絶句五首」を作る。
文政6年（1823年）、伊豆原麻谷が「白鴎社集会図」を描く。画幅の本紙には柴山老山・梁川星巖・服部笙岳・塚原篁圃・石原東堤・村瀬藤城・梁川紅蘭・江馬細香・沢井樵歌・日比野草川・柏淵蛙亭の詩友11人が描かれ、本紙右肩には藤城によって「白鷗社集会図記」が題された。
天保4年（1833年）3月に上京し、前年の9月に亡くなった頼山陽を弔い、その遺品「亦復一楽帖」を贈られる。
天保8年（1837年）6月、後妻せいが亡くなり、「亡妻墓碑銘文」を記して追慕した。この年、末弟の秋水が長崎に鉄翁祖門を訪ねている。
弘化2年（1845年）7月、梁川星巖が江戸より戻ってきたことを耳にし、曽根村に星巖を訪ね、その帰途、大垣の江馬細香・小原鉄心を訪ねた。この年、末弟の秋水が「古城山奉行」（山守り職）を命じられた。
嘉永2年（1849年）11月、前年に草した『宋詩合壁続篇』を出版。
嘉永3年（1850年）8月、大洪水が起こり、秋水とともに官倉および村瀬家の自倉を開いて難民を救済した。
嘉永4年（1851年）5月、次弟の立斎が亡くなり、7月、末弟の秋水と甥の雪峡を伴って比叡山へ出掛けた。8月24日に水西荘（頼山陽の旧居）にて梁川星巖・牧百峰・頼三樹三郎ら山陽旧知の社友を招き、山陽十七回忌追憶の宴を開いた。
嘉永6年（1853年）9月、城崎温泉へ赴く途次、病を得て、城崎の旅宿で没した。墓所は美濃市円通寺(美濃市指定史跡)

## 書幅作品
- 「清水寺七絶二首」詩書幅（文人画研究会蔵）
- 「永観堂看荷」詩書幅（文人画研究会蔵）

## 詩稿
- 以下の旧江馬家所蔵の詩稿が現存し、現在岐阜県歴史資料館に寄託されている[10]。

「鴨岸酒間次韻」「軽陰微雪南邨路…」「戯客題五百羅漢」「鴨岸小集得詩字」「宿松森長徳院」「梦岳」「轎裏公然半日間…」「強捜百忙為一閑…」

## 著述
- 村瀬耿・頼山陽撰・村瀬輗校『山陽藤城二家対策』2巻2冊（文人画研究会蔵）[11]
- 戈守智撰・村瀬藤城校『漢渓書法通解』8巻6冊（文人画研究会蔵）[12]
- 王漁洋・袁随園原撰／村瀬藤城校『宋詩合璧』2巻2冊（文人画研究会蔵）[13]
- 王漁洋・袁随園原撰／村瀬藤城校『宋詩合璧続篇』2巻2冊（文人画研究会蔵）[14]
- 頼襄子成評選／三野村瀬耿士錦校『古文典刑』巻上（文人画研究会蔵）[15]

## 脚註
1. ↑  『村瀬藤城』 - コトバンク
2. ↑  『笑社論集』（「笑社記」解説）参照。文人画研究会、2021年9月26日。
3. ↑  翌年に次男の立斎、寛政6年（1794年）には三男の秋水が生まれている。
4. ↑  『美濃市史』通史篇上巻603頁、『村瀬藤城と秋水』附録「村瀬藤城年譜」参照。
5. ↑  『美濃市史』通史篇上巻604頁参照。
6. ↑  『美濃市史』通史篇上巻608頁参照
7. ↑  原画は水災で消失し、児玉石峰の摸写本が岐阜県大垣市の江馬家に現存する。
8. ↑  「白鴎社集会図記」には「馬細香要雲林山人製白鷗社集会図　図成又徴余記之。蓋竪幅森列十有一人。居右者六人、其服古朴、其貌温偉、左顧而言、如有所計画将申約束、為菅太古。風神瀟灑、肆然而坐、髪黒如漆、双眸燭人、而如与太古相応答者、梁伯兎。長面而晢、簡静如無競者、為服生万。而豊、在人背後、如有所窺覧者、且喜揚眉者、冢士玉。疎眉朗目反膺高視、如雖和同而無阿附者、為石子周。右研墨、前書冊、手容太恭、如諄諄而談者、源士錦。与士錦対者三人、昂首而言于如相詰問者、為沢慎父。左袖拄頤、右手与左袖支持、立摺扇于膝上、如傾聴尋思者、為日士力。開巻注目、拳手打膝、如所発悟者為、柏純甫。並士錦少遠而坐者、両女子、不装珠翠、而有天然丰韻者、為梁氏室張月華、為女学士馬細香。而細較々清痩、細香求此図、要極肖其形。而山人亦為之苦思尽心、太古而下七人、皆袴摺短掛、唯子周不袴摺、伯兎被道衣、亦各描写本色也。雖然至十有一人之腹笥富有、口如懸河、文思詩情如江、如海者、則安悉之山人之筆哉。山人之筆不能悉者、吾文亦不能説也。文政六年、歳在癸未暮春之初、源絅士錦撰」と記される。
9. ↑  『村瀬藤城と秋水』附録「村瀬藤城年譜」参照。
10. ↑  岐阜県所在史料目録・第58集『江馬寿美子家文書目録』参照。
11. ↑  文化8年（1811年）尺牘／嘉永5年（1852年）6巻月識後藤機序／明治4年（1871年）金邠序。原装和綴、寸法22.5×15.5cm。名古屋奎文閣慶雲堂版。
12. ↑  文政6年（1823年）刊
13. ↑  嘉永2年（1849年）刊本。菅茶山序・頼山陽序。
14. ↑  嘉永2年（1849年）刊本。小坂観・村瀬立斎跋（村瀬秋水書）
15. ↑  嘉永7年（1854年）刊本。『古文典刑三巻』のうち巻上のみ藤城が校閲している。
16. ↑  但し、本目録には分類上の問題点が多く、書名や書誌にも誤記が散見するため、今後漢学研究者による実地踏査が必要と考えられる。